# 松岡心平
松岡 心平（まつおか しんぺい、1954年10月29日 - ）は、日本の能楽研究者、東京大学名誉教授。
岡山県生まれ。父は山陽新聞社長・松岡良明（1918-1995）。父の意向で法学部進学を目指すが、20歳の時、観世寿夫による仕舞「藤戸」を見て、「地獄がせりあがってくるような」舞台に衝撃を受け、能楽研究の道に入る。
また研究の一方で「橋の会」運営に参加し、廃曲となった能の復曲・上演などの実践的活動にも携わっている。

## 略歴
岡山操山高等学校卒、1978年東京大学文学部国文科卒業、1984年同大学院人文科学研究科国語国文学専門課程博士課程満期退学、1987年東京大学文学部国語学科専任講師、1988年東大教養学部専任講師、1990年助教授、2001年同総合文化研究科教授。2020年定年退職。名誉教授。

## 著書
- 『宴の身体 バサラから世阿弥へ』（岩波書店、1991、のち現代文庫）
- 『能 中世からの響き』（角川叢書、1998）「能の見方」角川ソフィア文庫
- 『中世を創った人びと』（新書館、2001）
- 『中世芸能を読む』（岩波セミナーブックス、2002）
- 『能大和の世界 物語の舞台を歩く』山川出版社 2011

### 共著
- （梅原猛）神仏のしづめ（角川学芸出版、2008）

### 編著
- 『能って何？』編（新書館、2000）
- 『鬼と芸能 東アジアの演劇形成』（森話社、2000）
- 『世阿弥を語れば』（岩波書店、2003）
- 『看聞日記と中世文化』編 森話社 2009
- 『観世元章の世界』編 檜書店 2014

### 共編
- （五味文彦、佐野みどり）『中世文化の美と力』（中央公論新社、2002）

## 論文
- Cinii